# When It's Lamp Lighting Time in the Valley
When It's Lamp Lighting Time in the Valley är en countryballad till en valsmelodi. Sången var en hitlåt 1933 med gruppen The Vagabonds . Countrysångaren Marty Robbins har spelat in en cover på låten. Sången handlar om en kille som sitter långt från sin mor, modern befinner sig i en dal långt borta. Nils Hellström skrev 1935 en text på svenska som heter "När ljusen tändas därhemma" som med åren alltmer kommit att förknippas med advent och jul, vilket troligen inte var riktigt tänkt från början. På engelska finns fyra verser, på svenska två.
Den engelskspråkiga originaltexten "When It's Lamp Lighting Time in the Valley" betyder direkt översatt till svenska betyder När det är dags att tända lampan i dalen, och på engelska brukar den inte kallas för julsång.
På norska finns texten Når lysene tennes der hjemme, medan en text på finska heter Kodin kynttilät. Alfred Kjærulf har skrivit texten Når jeg tænker på lille Alvilda på danska . Sången finns även med text på andra språk, med olika teman.

## Inspelningar
- Donalson Trio (Inspelad 16 februari 1933. Utgiven på Bluebird Records med katalognummer 5003. B-sida var «The Hills of Tennessee Are Calling Me»)[3]
- Frank Dudgeon (Inspelad 17 september 1930. Utgiven på Champion Records med katalognummer 45104. B-sida var «When the Organ Played at Twilight»[4]
- Don Hall Trio (Inspelad 16 februari 1933. Utgiven på Victor Records med katalognummer 24252A. B-sida var «Sidewalk Waltz»)[5]
- Glen Fox & Joe Wilson (Inspelad 3 februari 1933. Utgiven på Vocalion Records med katalognummer 5490. B-sida var «My Dixie Home»)[6]
- Georgia Accordion Band (Inspelad i London 1935. Utgiven på Champion Records med katalognummer 40061. B-sida var «Let Us Sing an Oldtime Song»)[7]
- Wayne King
- Mac and Bob (Inspelad 14 januari 1933. Utgiven på Perfect Records med katalognummer 12886. B-sida var «I Told the Stars about You»)[8]
- Plehal Brothers (Utgiven på Decca Records med katalognummer 3746. B-sida var «Home Coming Waltz»[9]
- Prince Kalu Hawaiian Serenader (Inspelad i april 1933. Utgiven på Crown Records med katalognummer 3501B. B-sida var «In the Valley of the Moon»[10]
- Tex Ritter (Inspelad 4 januari 1939. Utgiven på Decca Records med katalognummer 5648. B-sida var «Sundown on the Prairie»)[11]
- Marty Robbins

P.W. Haberg har skrivit en text på isländska. Den heter «Skyming», och spelades in i augusti 1957 och gavs ut på 78-varvaren Harmoni 441 och på singeln Harmoni 449-S.

## Svenska
1935 skrev då blott 25 år gamle Nils Hellström en svenskspråkig version, där lampan ersatts av ljus (förmodligen stearinljus) och stora delar av text och tema ändrats. Låten handlade då om en gammal person som varje eftermiddag/kväll när skymningen sakta kommer att börja längta hem till sitt barndomshem. Detta brukar vanligtvis kopplas ihop till en person född och uppvuxen i Sverige, men som migrerat till USA.
Då vissa inte känner sig alltför "gamla", men ändå inte vill sjunga på svenska, kan antingen de göra som Christer Sjögren, och hoppa över andra versen, eller som såväl Kikki Danielsson, Sten & Stanley och Julian Olin gjorde, nämligen sjunga "ensam" istället för "gammal". 
Låten blev snabbt mycket populär under 1930- och 40-talen. Senare har sångens svenskspråkiga version alltmer knutits till julen. Ordet "jul" nämns inte i sångtexten, men sången används numera oftast som julsång. Många anser att det beror på att ordet ljus finns med, eftersom det för tankarna till de "stearinljus" som starkt förknippas med advent och jul. Första versens inledningsord "Var gång skymningen stilla sig sänker" får många att tänka på decembermörkret kring advent och jul på norra halvklotet. 1935 spelades sången in på grammofonskiva, både av Arne Hülphers och i duett av Sven-Olof Sandberg och Eckert Lundin . 1935 sjöng Folke Andersson och Ruth Moberg in sången . Även en inspelning gjord av Johnny Bode släpptes på grammofon 1935. Sången finns ibland med på julskivor. Andra som sjungit in covers på sångens svenskspråkiga version är Harmony Sisters (1947) , Yngve Stoor (1956) , Gunnar Wiklund, (1958) , Samuelsons (1977) , Roger Pontare , Kikki Danielsson (1987) , Sten & Stanley (1973) , Martys (1989) , Roland Cedermark (1985) , Christer Sjögren (1994) , Hans Martin (2008) och Julian Olin (2024).

## Norska
Bob Gunnér har skrivit en version på norska som heter «Når lysene tennes der hjemme».

### Inspelningar
| År   | Titel                          | Artist                                                  | Text       | Skivtyp           | Skivmärke och katalognummer        |
| ---- | ------------------------------ | ------------------------------------------------------- | ---------- | ----------------- | ---------------------------------- |
| 1934 | «Når lysene tendes derhjemme»  | Akres kvartett med refrängsång av Jens Book-Jenssen     | Bob Gunnér | 78-varvare        | Columbia DN 268 och Columbia GN 23 |
| 1957 | «Når lysene tennes             | Jens Book-Jenssen med Egil Monn-Iversens orkester       | Bob Gunnér | 78-varvare och EP | RCA NA 1008 (78) RCA REP 310 (EP)  |
| 1963 | «Når lysene tennes derhjemme»  | Jan Høiland med Carsten Kloumans orkester               | Bob Gunnér | Singel            | Columbia 45GN 1712                 |
| 1963 | «Når lysene tennes der hjemme» | Jan Høiland, Sigurd Jansens orkester, Arnstein Johansen | Bob Gunnér | Singel            | Triola                             |
| 1966 | «Når lysene tennes derhjemme»  | Strandgutta                                             | Bob Gunnér | Singel            | Columbia 45GN 1770                 |

De två Columbia-skivorna är samma inspelning, likaså på RCA-skivorna.

## Publikation
- Julens önskesångbok, 1997 (svenska, "gammal-varianten"), under rubriken "Nyare julsånger"

### Fotnoter
1. ↑  ”Scientific Commons”. Arkiverad från originalet den 25 maj 2012. https://archive.is/20120525091646/http://de.scientificcommons.org/7549206. Läst 22 mars 2011.
2. ↑  Martins musik - Danske sange Arkiverad 6 september 2008 hämtat från the Wayback Machine.
3. ↑  Bluebird Records in the 5000 to 5499 series
4. ↑  Champion Records in the 4500 to 4999 series
5. ↑  Victor Records in the 24000 to 24499 series
6. ↑  Vocalion Records in the 5000 to 5504 series
7. ↑  Champ Records in the 4000 to 40126 series
8. ↑  Perfect Records in the 12500 to 12999 series
9. ↑  Decca Records in the 3500 to 3999 series
10. ↑  
Crown Records in the 3001 to 3533 series
11. ↑  Decca Records in the 5500 to 5999 series
12. ↑  Information i Svensk mediedatabas.
13. ↑  Information i Svensk mediedatabas.
14. ↑  Information i Svensk mediedatabas.
15. ↑  Information i Svensk mediedatabas.
16. ↑  Information i Svensk mediedatabas.
17. ↑  Information i Svensk mediedatabas.
18. ↑  Information i Svensk mediedatabas.
19. ↑  Information i Svensk mediedatabas.
20. ↑  Information i Svensk mediedatabas.
21. ↑  Information i Svensk mediedatabas.
22. ↑  Information i Svensk mediedatabas.
23. ↑  Information i Svensk mediedatabas.
24. ↑  Information i Svensk mediedatabas.
25. 1 2  Se plateetiketten